# Seckau
Seckau is een gemeente (marktgemeinde) in de Oostenrijkse deelstaat Stiermarken.
Seckau telt 1308 inwoners (2022).

## Geschiedenis
Seckau maakte deel uit van het district Knittelfeld, tot dit op 1 januari fuseerde met het district Judenburg tot het huidige district Murtal.
Stadsgemeenten:
Judenburg · Knittelfeld · Spielberg · Zeltweg

Marktgemeenten:
Kobenz · Obdach · Pöls-Oberkurzheim · Pölstal · Seckau · Unzmarkt-Frauenburg · Weißkirchen in Steiermark

Overige gemeenten:
Fohnsdorf · Gaal · Hohentauern ·  Lobmingtal ·  Pusterwald · Sankt Georgen ob Judenburg · Sankt Marein-Feistritz · Sankt Margarethen bei Knittelfeld · Sankt Peter ob Judenburg
- Gemeinsame Normdatei: 4054068-6
- Nationale Bibliotheek van Tsjechië: ge608168
- Nationale Bibliotheek van Israël: 987007533531305171
- Virtual International Authority File: 148185270